# سامي سلامه
سامي سلامه مصارع تونسي من مواليد 2 جانفي 1995. تحصل في 9 جويلية 2023 على الميدالية الذهبية في دورة الألعاب العربية 2023.

## مواضيع ذات صلة
- دورة الألعاب العربية 2023